# Stikkelsbærkiwi
Stikkelsbærkiwi (Actinidia arguta), også skrevet Stikkelsbær-Kiwi, er en slyngende busk med hvide blomster og grønne til olivenbrune bær. Den dyrkes i haver og drivhuse på grund af de stikkelsbæragtige frugter, der også smager ganske meget som stikkelsbær.

## Beskrivelse
Stikkelsbærkiwi er en løvfældende lian med en slyngende vækstform og tynde grene. Barken er først brun på grund af den tætte hårbeklædning. Senere bliver den helt eller næsten hårløs og lysebrun. Efter et par år bliver barken gråbrun med små, lyse barkporer. Knopperne er spredtstillede, brune og runde.
Bladene er stilkede, bredt ægformede til næsten helt runde og med skarpt savtakket rand. Oversiden er mørkegrøn og hårløs, mens undersiden er lysegrøn og hårløs eller beklædt med rustbrune hår – især på hovedribberne. Blomstringen foregår i maj, hvor man finder blomsterne enkeltvis eller få sammen i bladhjørnerne. De enkelte blomster er 4-6-tallige og regelmæssige, dog sådan at der findes både tvekønnede, rent hanlige og rent hunlige blomster på samme plante. Frugterne er hårløse, ovale bær med grønt, gråbrunt eller gulgrønt skind. Bærrene indeholder mange, sorte frø.
Rodsystemet består af hvovedrødder, der både ligger højt i jorden og går dybt ned. Siderødderne er fint forgrenede.
Højde x bredde og årlig tilvækst: 7 x 2 m (75 x 25 cm/år). I hjemlandet når planten dog helt op i toppen af de højeste skovtræer.
I en alm dansk villahave, med god muld og læ, kan man se Højde x bredde og årlig tilvækst: 15 x 4 m (150 x 50 cm/år) Begrænsningen lægger i højden, på strukturen den vokser op af.
Hårdførhed fra -25 grader, vigtigste parameter er læ og veldrænet jord. Sen forårsfrost kan beskadige plantens blade og udsætte blomstring men har ikke betydning for dens trivsel efter etablering.

## Hjemsted
Stikkelbær-Kiwi hører hjemme i Amur-området i Russisk Fjernøsten, på Kurilerne og Sakhalin-halvøen samt i Korea, Nordkina, Japan og på Taiwan.
I de russiske områder på Shufanskoye højsletten (ca. 600–700 m højde) og på Lao-ye-ling-kædens forbjerge i det nordøstlige Kina findes blandede løvskove og steppeskove. Her vokser arten sammen med bl.a. amurkorktræ, amurmaackia, amurvin, Corylus mandshurica (en art af hassel), Fraxinus mandshurica (en art af Ask), fuglekirsebær, guldgedeblad, hjertebladet avnbøg, japansk elm, japansk taks, kalopanax, kamæleonbusk, kinesisk schisandra, koreafyr, manchurisk valnød, monoløn, Quercus mongolica (en art af eg), Ribes maximoviczianum (en art af Ribs-slægten), ribbet birk, rundbladet celaster, rådhusvin, Sorbus amurensis (en art af røn) samt Tilia amurensis og Tilia mandshurica (arter af lind)
| Portal | Portal:Botanik |